# Лон-Игл-Пик
Лон-Игл-Пик (англ. Lone Eagle Peak) — горная вершина высотой 3633 метра в хребте Индиан Пикс Передового хребта Скалистых гор. Вершина находится в хребте Индиан Пикс Национального леса Арапахо, в 20 км от городка Фрейзер в округе Гранд, штат Колорадо, США.
Гора получила своё название в честь американского пилота Чарльза Линдберга, который первым перелетел Атлантический океан в одиночку, за что получил прозвище «одинокий орёл» (англ. lone eagle).

## Первое восхождение
Первое восхождение на Лон-Игл-Пик было совершено в 1927 году. Братья, Джо и Пол Стетнеры (англ. Joe and Paul Stettner), взошли на гору через уступ, который позже назвали карнизом Стетнеров. В 1933 году они поднялись на гору по другому маршруту, а в 1936 году, Джо Стетнером было совершено первое соло восхождение. Это были непростые восхождения для того времени. Авторы книги об истории альпинизма в Колорадо (англ. The History of Rock Climbing in Colorado) так отозвались об этом восхождении:

«Восхождение по карнизу Стетнеров в 1927, Северная стена Лон-Игл-Пика в 1933, соло восхождение Джо в 1936 году и Восточная стена Монитор пика в 1947 году, прочно утвердило братьев Стетнеров, как самых смелых и технически продвинутых скалолазов в Колорадо 30-х годов. Их восхождения ещё больше впечатляют, если вспомнить, что они жили в Чикаго, а восхождения были совершены во время коротких отпусков, когда они приезжали в Колорадо. Кто знает, что ещё они могли бы совершить, если бы жили ближе к высоким горам?».
Оригинальный текст (англ.)“The ascent Stettner's Ledges in 1927, the North Face of Lone Edge in 1933, Joes solo ascent in 1936 and the Face of Monitor in 1947, firmly established the Stettner brothers as the most daring and technically advanced rock climbers active in Colorado ih the 1930s. Their climbs are all the more impressive when one remembers that their home was in Chicago and that their climbs were made on brief vacation visits to Colorado. Who knows what they might have accomplished had they lived closer to the high mountains?”

## Альпинизм
Лон-Игл-Пик является достаточно тяжёлым для любителей горного туризма. В отличие от многих других гор, на этот пик нельзя подняться с помощью треккинга или скрэмблинга. Самое простое восхождение имеет маркировку 4 класса (Class 4 YDS) по Йосемитской десятичной системе. Подъём, в зависимости от маршрута, либо полутехнический, либо технический. От 4 до 5.7 YDS, но отмечается что большинство маршрутов — это низкий пятый класс с отрезками не сложнее четвёртого класса. Самым сложным является маршрут по Северной стене из лагеря на озере Крейтер, сложность которого достигает 5.7 YDS.
Восхождение на Лон-Игл-Пик — это альпинизм в истинно альпийских условиях. В любой момент они могут измениться без всякого предупреждения. Правильное планирование, физическая и техническая готовность являются ключевым понятиями для восхождения по любому из существующих маршрутов. Окружающая среда на горе бывает беспощадной, но при подготовке должным образом восхождение на пик может стать одним из самых интересных событий в жизни.

## Панорама Лон-Игл-Пика

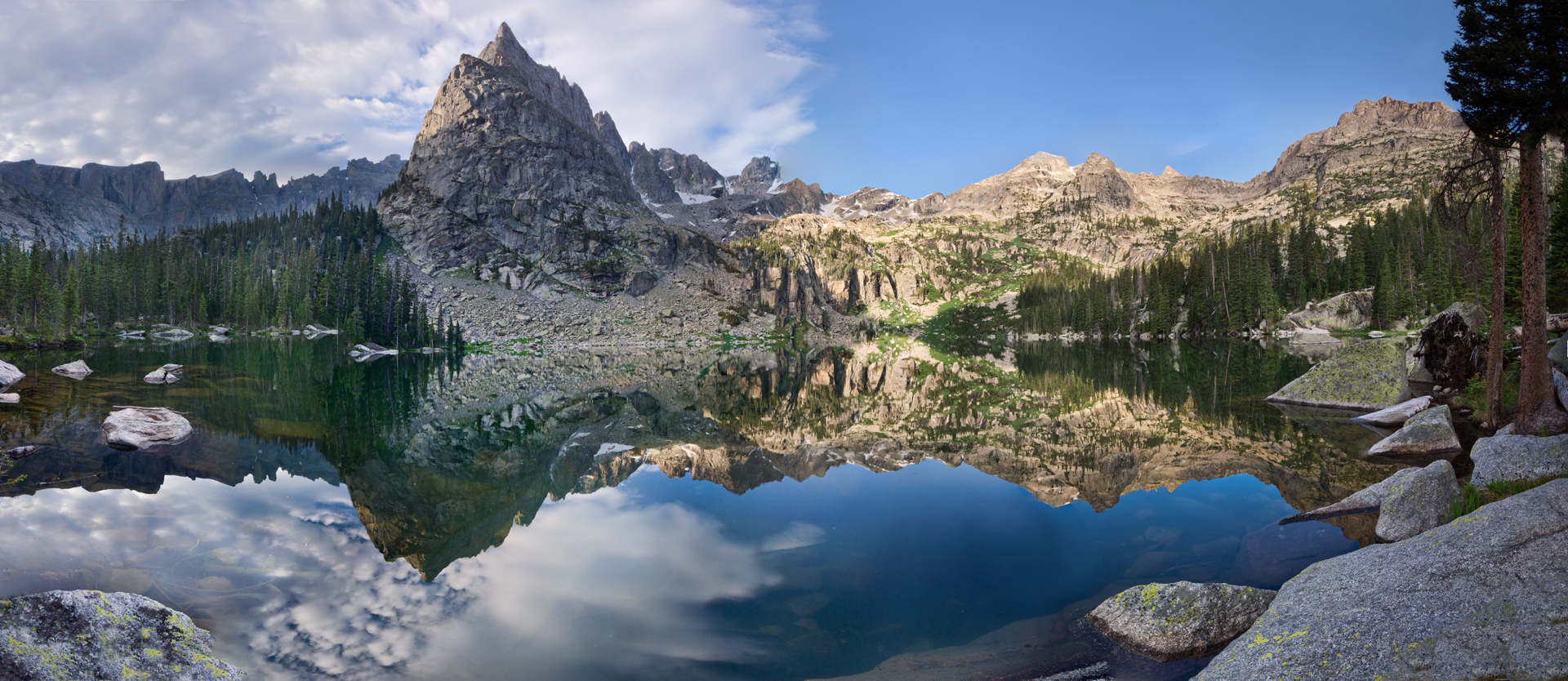
Вид на Лон-Игл-Пик со стороны озера Крейтер.